# Lockheed P-2 Neptune
Lockheed P-2 Neptune (do 1963 P2V Neptune) – amerykański morski samolot rozpoznawczy i patrolowy, stosowany również do walki z okrętami podwodnymi skonstruowany przez firmę Lockheed.  Oblatany w 1945, służył w lotnictwie US Navy w latach 1947–1978. Był używany też przez siły zbrojne Argentyny, Australii, Brazylii, Chile, Francji, Holandii, Japonii, Kanady, Portugalii, Republiki Chińskiej i Wielkiej Brytanii.
Samolot odznaczał się wielkim zasięgiem. W 1946 jeden z prototypów odbył lot z Perth w Australii do Columbus w Stanach Zjednoczonych bez lądowania i tankowania w powietrzu – odległość ponad 18 000 km. Rekord ten został pobity dopiero w 1962 przez bombowiec B-52.